# ヤエノムテキ
ヤエノムテキ（欧字名:Yaeno Muteki、1985年4月11日 - 2014年3月28日）は、日本の競走馬、種牡馬。
主な勝ち鞍は1988年の皐月賞（GI）、1990年の天皇賞（秋）（GI）。1990年にはJRA賞最優秀父内国産馬に選出された。
四白流星の美男子と呼ばれた。

## デビューまで

### 誕生までの経緯

#### 宮村牧場
宮村牧場は、北海道浦河町の競走馬生産牧場である。1953年に伏木田牧場から宮村岩雄が、「円満独立」（伏木田達之）して開場していた。宮村は、伏木田牧場での修行時代、第三ハンナーという繁殖牝馬に惚れ込んでいた。修行時代には、宮村自身で、その第三ハンナ―にトキノチカラをあてがっていた。そして産まれた牝馬が、フジサカエだった。宮村は独立の際、繁殖牝馬1頭で独立している。その牧場の基礎繁殖牝馬に選り抜いたのが、お気に入りの牝馬の仔であるフジサカエだった。
そのフジサカエはトサミドリと交配し、ハマミドリという牝馬を生産する。そしてハマミドリは、ソロナウェーと交配し、フジコウという牝馬を生産する。このフジコウは牧場で繁殖牝馬となり、宮村が「カマド馬」と称するほどの活躍で牧場を支えることとなる。産駒は、地方競馬で多く活躍した。そして1979年、フジコウはイエローゴッドと交配。翌1980年に産まれたのがツルミスターだった。

#### ツルミスター
ツルミスターは、父イエローゴッド、母フジコウの牝馬である。抽せん馬として競走馬となり、栗東トレーニングセンター所属の荻野光男調教師の管理のもとでデビュー。4歳でデビューしたが、球節をきたして上手く走れず、3戦未勝利だった。
引退後の処遇について荻野は、乗馬或いは使役馬にするつもりだった。しかし血統を思い返した時、母系に引き合わされた種牡馬が三代連続（父（イエローゴッド）、母父（ソロナウェー）、母母父（トサミドリ））でいずれも東京優駿優勝馬の父であることに気づく。さらに馬体自体も高く買っていたことから、一転、繁殖牝馬にしようと決意。荻野が馬主を説得して「仔分け」として、宮村牧場で繋養された。
ツルミスターの初年度である1984年には、父ニジンスキー、母父バックパサーのヤマニンスキーが選ばれる。「父ニジンスキー、母父バックパサー」は、1976年朝日杯3歳ステークスを制するなど8戦無敗、クラシック不参戦の持込馬マルゼンスキーと同じ血統構成だった。ヤマニンスキーも同様にクラシック参戦不能の持込馬としてデビュー、条件戦優勝に留まる22戦5勝だった。競走成績はそれほどだったが、血統が高く買われて種牡馬となる。供用初年度の1982年から32頭の繁殖牝馬を、以降1994年までは少なくとも30頭は集め、70頭に達したこともあった。

ツルミスターの相手にヤマニンスキーを選んだのは、宮村岩雄の次男徳二によれば、安原實だったという。安原は、同じ浦河町でヤスハラ・ホースガーデン（安原馬苑）を営んでおり、アメリカの調教師免許を取得した過去もあった。宮村が「ツルミスターに何がいいかなぁ?」と訊いたときに、安原が提案したという。安原はヤマニンスキーについて、特に母系を高く買っていたほかに、このように述べている。
一方で、荻野は、自身で選んだと自称している。既に走っていたヤマニンスキー産駒を見て、その走りっぷりを高く買っていたという。他にこのように述べている。
1985年4月11日、北海道浦河町の宮村牧場にて、ツルミスターの初仔となる栗毛の牡馬（後のヤエノムテキ）が誕生する。

### 幼駒時代
初仔は、他と比べて大柄だった。筋肉質で顔には「流星」が流れ、四本の脚には白い「ソックス」をはいていた（四白流星）。周りに相撲をふっかけては下し、牝馬がいればその後ろを追いかけまわした。初仔がいじめばかりするため、放牧するときは隔離する措置が取られた。2歳末に、三重県の大静牧場へ移動し、育成が施された。荻野は、栗東から頻繁に訪れて、初仔の成長を見守った。
荻野は、馬主歴30年超の有限会社富士取締役社長・大池正夫に「いい馬がいるから買いませんか」と勧めた。大池はそれに応えて1300万円で購入、有限会社富士名義での所有となる。初仔には、有限会社富士の冠名「ヤエノ」に「ムテキ」が組み合わされた「ヤエノムテキ」という競走馬名が与えられた。同期の有限会社富士名義の競走馬には、トウショウボーイ産駒のヤエノダイヤがいた。ヤエノダイヤは、浦河の鮫川牧場生産であり、同じ荻野厩舎だった。ただ購入金額は3000万円であり、ヤエノムテキに比べて人に従順な性格だった。大池は当初、ヤエノダイヤに大きな期待をかけていた。また後の担当調教助手、荻野の長男荻野功も、同様にヤエノダイヤに好感触を得ていたが、ヤエノムテキについて目立つところがなかったという。
3歳夏前に栗東の荻野厩舎に入厩する。荻野は当初、3歳夏の函館競馬場開催でのデビューを考えていた。しかし、函館に移して調教したが、後ろ脚の成長が十分ではなく、腰が弱かった。おまけに前脚に骨瘤をきたしたために休養となる。獣医師が「普通に走るのもむずかしいかもしれない」と所見するほどの状態だった。このため、3歳でのデビューは果たせなかった。
気性が悪く、腰が良くなくて乗り心地が悪いヤエノムテキは、厩舎の調教助手は誰も進んで担当しようとしなかった。そんなときに「しょうがないから」という理由で荻野功が担当することとなった。功は、1985年から2年間アメリカ合衆国カリフォルニアのロン・マッカナリーに厩舎で修行した後、日本で調教助手をしていたが、その技量を以てしても、ヤエノムテキを扱うのは容易ではなかった。

## 競走馬時代

### 4歳（1988年）

#### 毎日杯
2月27日、阪神競馬場の新馬戦（ダート1700メートル）でデビューする。西浦勝一が騎乗、西浦はしばらくの間、騎乗し続けることとなる。3番手を追走して直線で先行2頭をかわし、後は突き放す一方だった。メジロマーシャスに7馬身差をつけて初勝利を挙げる。続く3月19日、中京競馬場の沈丁花賞（400万円以下、ダート1700メートル）でも、2番手から最終コーナーで抜け出し、突き放した。アグネスターフに大差、約12馬身、2秒差をつけて優勝、連勝とする。
ダートで大きな差をつけての連勝に陣営は、芝のクラシック参戦を考え始め、特にクラシック二冠目、5月下旬の東京優駿（日本ダービー）を志向する。そのためにヤエノムテキに連闘を課した。沈丁花賞から1週間後の3月27日、初めての芝となる毎日杯（GIII）に臨む。関西馬にとって毎日杯は、4月中旬に東京競馬場で行われるクラシック一冠目・皐月賞出走、東上を賭ける一戦と認識されていた。しかしヤエノムテキの目標は、あくまで東京優駿であり、勝利しても皐月賞は見送るつもりだった。
重馬場、10頭が出走する中、4番人気となる。1番人気は12戦10勝の笠松から転入し、中央初戦のペガサスステークスを勝利し目下9連勝中のオグリキャップ。2番人気はオープン競走優勝重賞2着のファンドリデクター、3番人気は重賞優勝馬ディクターランドだった。主要な出走メンバーは、皐月賞を確定的した者、諦めた者、そもそも出走する資格がない者で占めており、例年の毎日杯とは違った趣だった。
ヤエノムテキはまず「枠入り不良」を犯した。スタートしても重馬場で苦しく、後方追走となる。ただ第3コーナーから最終コーナーにかけては、外から位置を上げることはできた。しかし直線では、先に抜け出していたファンドリデクター、後方から追い込んだオグリキャップに屈し、3馬身半以上離された4着となる。出走に必要な賞金の上乗せに失敗した。ただこの4着について荻野は、まだ未熟な3戦目の重馬場で「頑張った」と実力を高く見込むようになり、東上の後押しとなった。まだクラシック出走を確定させるような賞金は得ていないが、一応皐月賞に出走登録を行う。同厩、同馬主のヤエノダイヤが皐月賞と同じ週、同じ競馬場で行われるクリスタルカップへの出走を予定していたため、それに便乗する形で、一応東上した。

#### 皐月賞
この世代の3歳チャンピオンは、関東はサクラチヨノオー、関西はサッカーボーイだった。中でもサッカーボーイの走りは「テンポイントの再来」との声が挙がるほどで、クラシックの本命はサッカーボーイと考えられていた。迎えた4歳春、皐月賞のトライアル競走である弥生賞では、この東西チャンピオンが初めて顔を合わせている。共同通信杯4歳ステークスでミュゲロワイヤルに及ばず4着から臨むサクラチヨノオーに、始動戦のサッカーボーイが東上して挑む形だったが、サクラチヨノオーが勝利していた。
2頭の再戦の場は、いきおい皐月賞だと考えられた。しかしサッカーボーイは、飛節炎を発症して皐月賞を断念となる。他にも、サクラチヨノオーを下したミュゲロワイヤルも回避。3歳重賞、オープン競走を無敗で制したコクサイトリプル、グリンモリーは負け知らずのまま復帰していないなど、有力馬は、次々に失われていった。そんな中、400万円以下を勝利したに過ぎないヤエノムテキは、出走馬決定順で16位タイ、抽選圏内に滑り込む。ただ同じ賞金の16位には6頭が存在しており、出走可能頭数18頭に対して3頭超過していた。よって、6頭のうちの3頭、確率2分の1の抽選となったが、ヤエノムテキは当選する。皐月賞出走を叶えた。
4月17日、皐月賞（GI）に臨む。中山競馬場が改修中のため、トウショウボーイが制した1979年以来12年ぶりとなる東京競馬場での代替開催だった。枠が与える影響を多分に含む東京芝2000メートルという舞台設定の中、ヤエノムテキは抽選を潜り抜けたうえに、最内枠、有利とされる1枠1番に割り当てられる。西浦には、カツラギエースで逃げ切った1984年ジャパンカップ、同じ1枠1番からテルテンリュウで制した1979年NHK杯の記憶があって東京を相性が良いと思い込んでおり、またヤエノムテキにも十分な能力があることから、皐月賞戴冠は現実的だと考えていた。さらに荻野は「（前略）抽せん〔ママ〕でもチャンスがあるならと望みを託して東京に連れてきた。もう1頭のヤエノダイヤが（メルセデス）ベンツなら、ムテキはダンプカーや。東京の長い直線はピッタリや」と述べていた。しかしダートで2勝、芝未勝利では信頼を集めることができず、単勝オッズ25.2倍の9番人気だった。　

1番人気は、5戦4勝スプリングステークス優勝馬モガミナイン、2番人気はサクラチヨノオー、3番人気は弥生賞2着のトウショウマリオ、4番人気は重賞2着2回のモガミファニーであり、この4頭がオッズ一桁台だった。西浦は勝利のために、先行策、好位奪取を目論むとともに、同型の有力馬であるサクラチヨノオーのマークを心掛けていた。
最内枠から好発したヤエノムテキは、逃げ馬2頭とサクラチヨノオーに先を譲り、スムーズに好位、最内4番手を確保する。一方、後方では、第2コーナーにて、メイブレーブ、マイネルフリッセによる斜行が発生。モガミナインはそのあおりを受けて進路を失い、たちまち戦線から脱落している。逃げ馬が速いペースで引っ張って後方有利に思われ、後方勢は前との距離を縮めて馬群は凝縮する。ただ1000メートル通過は59.8秒であり平均ペース、先行勢、後方勢共にイーブン、最後方勢だけが苦しくなる展開だった。
迎えた最終コーナーでは、まず、サクラチヨノオーが動いて先頭に立ち、すぐにトウショウマリオが追っていた。ただサクラチヨノオーを見下ろすヤエノムテキは、最終コーナーでも動かなかった。最後の直線の坂の手前、逃げ馬を安全にかわしてから末脚を発揮する。繰り出された末脚はサクラチヨノオーのそれを上回るものだった。内からサクラチヨノオーをかわして抜け出し、以後先頭を守り続けて、決勝線を通過する。大外からはディクターランドが追い上げており、ヤエノムテキに遅れてサクラチヨノオーを吸収していたが、ヤエノムテキの先頭を脅かすものではなかった。
ディクターランドに4分の3馬身差をつけて皐月賞優勝を果たす。走破タイム2分1秒3は、過去10回あった東京の皐月賞で最も速かった。さらにデビューから4戦目で皐月賞を制したのは、1952年クリノハナ、1965年チトセオー、1979年トウショウボーイ、1985年ミホシンザンなどに並び立ったが、特筆すべきは芝初勝利が皐月賞だった。また関西馬にとっては、1977年ハードバージ以来11年ぶりの優勝。2着ディクターランドも関西馬であり、関西馬によるワンツーフィニッシュは、1965年チトセオー、ダイコーター以来23年ぶりだった。併せて西浦、荻野は共にクラシック初優勝、大池は重賞初優勝。さらに加えて、ヤマニンスキー産駒は初重賞優勝。父内国産馬としては、前年のサクラスターオーに次いで皐月賞連覇となった。

#### 夏
続いて5月29日、二冠目指して東京優駿（GI）に挑む。当時の関西馬は皐月賞後はそのまま東京競馬場に残って調整されることが一般的であったが、ヤエノムテキは栗東トレーニングセンターに戻って調整された。皐月賞の後から、評価は急速に高まっていた。その感触は、荻野が取材に追われ、円形脱毛症になるほどだったという。皐月賞組に、NHK杯から臨むマイネルグラウベン、メジロアルダン、コクサイトリプル、サッカーボーイ、ファンドリデクターなどが加わった24頭が出走した。1番人気のオッズが5.8倍、支持率が過去最低の混戦となる中、ヤエノムテキは6.4倍の2番人気となる。皐月賞を回避したサッカーボーイに1番人気を譲った。以下、コクサイトリプル、サクラチヨノオー、マイネルグラウベン、メジロアルダンと続いていた。
4枠11番からスタート、先行することはできなかった。第2コーナーでは他に押し込まれて、位置を下げ中団後方の追走だった。それでも第3コーナーにて、外に持ち出して追い上げを開始。先行して先頭を窺うサクラチヨノオーを視野に入れる位置まで押し上げて、最終コーナーを通過、直線にてスパートする。ただし繰り出された末脚には、皐月賞の時のような伸びは見られず、サクラチヨノオーやメジロアルダン、コクサイトリプルの末脚に劣り、敵わなかった。3頭は、横一線の争い続け、サクラチヨノオーが制している。ヤエノムテキはそれに加わることなく、約3馬身以上離された4着だった。
続いて「ダービーのあとも元気だから」（荻野）と放牧に出ずに続戦する。7月3日の中日スポーツ賞4歳ステークス（GIII）に臨んだ。クラシック優勝馬がその年の夏の中京開催に見参するのは、初めての例だった。11頭が出走する中、東京優駿1番人気14着直後、東京優駿直後からようやく体調が上向いたサッカーボーイとの対決となる。ただヤエノムテキの方は、負担重量が2キログラム重かった。共に単枠指定制度の対象となり、人気も抜けて集めていたが、ヤエノムテキの方が信頼される。
大外枠からスタートしたヤエノムテキは、スローペースの2番手を追走し、手応え十分なまま直線で抜け出し、勝利パターンに嵌った。しかし後方待機、大外から追い込んだサッカーボーイの末脚が鋭く接近を許して、やがて決勝線手前で差し切られた。サッカーボーイに半馬身屈して2着となる。
2か月の夏休みを挟んで9月11日、函館競馬場のUHB杯（OP）で復帰。1枠1番の単枠指定、1番人気の支持を集めながら好位追走、年上重賞優勝馬を制して抜け出した。以後独走、終いで手綱を緩める動作を見せながら先頭で入線する。

#### 秋
10月16日、菊花賞のトライアル競走である京都新聞杯（GII）に、再び1枠1番、単枠指定で臨む。皐月賞2着のディクターランド、神戸新聞杯2着3着のコウエイスパート、スーパークリークなどが揃う16頭立ての中、1.4倍の1番人気だった。最内枠から好発して好位の3番手を確保。道中では、2番人気コウエイスパートに終始マークを受けた。第3コーナーにてコウエイスパートがスパートするも構わず、直線に入ってからスパートを開始。一時、失速するモガミチャンピオンに接触するアクシデントがあったが、すぐに立ち直って末脚を発揮、逃げるメイショウボーイをかわし、絡まれるコウエイスパートを振り払った。コウエイスパートに1馬身半差をつけて先頭で入線。重賞2勝目、菊花賞の優先出走権を獲得する。

続いて11月6日の菊花賞（GI）に、返す返す1枠1番、単枠指定となる。この年の4歳牡馬は、東京優駿で先着を許したワンツースリー、サクラチヨノオー、メジロアルダン、コクサイトリプルはいずれも離脱、おまけに5着のファンドリデクターも、中日スポーツ賞4歳ステークス直後の函館記念で名を高めたサッカーボーイも、京都新聞杯で2着のコウエイスパートも、セントライト記念優勝のダイゴウシュールも離脱し、連勝継続中のオグリキャップは出走できなかった。そんな中、ヤエノムテキは、勝利を重ねて、順調に菊花賞に到達。信頼を集めて2.1倍、ディクターランドやスーパークリークを約8倍に突き放す1番人気だった。
スタートから6番手追走し、直線に向く。しかしそれ以降伸びず、終始マークされていたスーパークリークに突き放された。優勝したスーパークリークに1.5秒後れを取る10着、デビュー以来初めて二桁着順の敗退を喫する。
12月4日、鳴尾記念（GII）に臨む。菊花賞3000メートルの敗因を距離に求めた荻野は、ヤエノムテキに2500メートルを課し、格の低いGII、ハンデキャップ競走に挑ませていた。ハンデは、4歳ながらトップハンデ――例えば年上の50キログラムや同期の51キログラムがいる中、58キログラムを課された。それでも1番人気の支持だった。「枠入り不良」を犯した後、6歳騸馬の56キログラム2番人気ハツシバエースとともに中団を追走する。最終コーナーにてヤエノムテキは、相手に先んじてスパートを開始し、直線で突き放した。しかし半ばを過ぎてからハツシバエース、4歳牡馬の51キログラム3番人気カゲマルの追い上げを許した。特にハツシバエースの末脚は鋭く、早めにスパートして余力なくなったヤエノムテキは並ばれる。それでも終いは抵抗し、2頭ほぼ同時の入線にこぎつけた。写真判定で以て、決勝線でのヤエノムテキのハナ差先着が認められ、重賞3勝目となる。この後は休養に専念するため暮れの有馬記念を見送り、年内休養となる。
この年のJRA賞では、最優秀父内国産馬、最優秀スプリンターにて票が存在したものの、いずれも1票に留まり、受賞には至らなかった。またヤエノムテキを含めた同世代の牡馬から選ばれる最優秀4歳牡馬は、重賞連勝、天皇賞（秋）2着、ジャパンカップ3着、有馬記念優勝のオグリキャップが、172票中170票を集めて受賞している。残る2票は、サクラチヨノオーであり、ヤエノムテキへの票は存在しなかった。

### 5歳（1989年）

#### 春
1月22日、日経新春杯（GII）で古馬初戦となり、単枠指定、1番人気に推される。中団を追走し、直線では先に抜け出していた3番人気の8歳馬ランドヒリュウを外から追った。ただ前を行くランドヒリュウが、ヤエノムテキの方に斜行して来ており、ヤエノムテキは追いづらかった。結局、ランドヒリュウに並び立つことはできたが、差し切ることはできず、クビ差敵わず2着となる。
荻野はこの頃から、距離適性が中距離にあると認識するようになった。そのため上半期は、3200メートルの天皇賞（春）を考えず、2200メートルの宝塚記念を大目標に据える。日経新春杯の後、2か月間の休養を取ったヤエノムテキは、余裕を持った状態で4月2日の産経大阪杯（GII）で始動する。日経新春杯で先着を許したランドヒリュウとの再戦となるが、1番人気を得た。スタートから4番手の好位を確保し、手応え十分のまま最終コーナーに至る。直線にて前を行く逃げ馬、ランドヒリュウ、ゴールドシチーを捉えて突き放し、以後独走となった。手綱を緩める動作を見せる余裕がありながら決勝線を通過。ランドヒリュウに3馬身半差をつけて優勝する。

そして目標、6月11日の宝塚記念（GI）に臨む。オグリキャップとスーパークリークが不在だったが、ヤエノムテキ、サクラチヨノオー、優駿牝馬優勝馬コスモドリーム、安田記念優勝馬フレッシュボイス並びにバンブーメモリー、阪神3歳ステークス優勝馬ゴールドシチー、天皇賞（春）優勝から臨むイナリワンというGI級競走優勝馬7頭が顔を揃えた。そんな中、ヤエノムテキはイナリワンと並び立つ扱いで単枠指定となる。ただヤエノムテキが信頼されて1番人気だった。
しかしこの日のヤエノムテキには、前に行こうとする心意気が見られなかった。好位につけるつもりが、最後方追走。そのまま、追い上げなく7着に敗退する。

#### 秋
この後は笹針を伴う夏休み、函館競馬場で過ごした。秋は天皇賞（秋）、ジャパンカップ、有馬記念出走を計画し、初めの目標である天皇賞（秋）には、毎日王冠を叩いて挑むつもりだった。しかし休養中、函館の温泉に入ったところ、ヤエノムテキは緩みすぎ、おかげで状態回復に時間がかかっていた。「少し出遅れ気味」（紺野真）の8月1日から馬場での調教を開始、毎日王冠には現れず、「間に合った」（荻野）という形で天皇賞（秋）ぶっつけでの参戦となる。
オグリキャップ、スーパークリーク、メジロアルダン、イナリワンという「四強」が形成される中、ヤエノムテキは6番人気だった。スタートから好位を確保、直線にてスパートして抜け出し先頭に立った。しかしそれ以降は、伸びず、スーパークリーク、オグリキャップ、メジロアルダンに呑みこまれた。それらが横一線で先頭を争いスーパークリークが優勝、ヤエノムテキはそれに1馬身4分の3馬身以上後れを取る4着だった。それからジャパンカップは出ず、暮れの有馬記念に臨んだが、宝塚記念のように最後方追走となる。終いに追い上げることはできたが、イナリワンとスーパークリークの先頭争いに7馬身以上後れを取る6着に敗れた。この年のJRA賞では、最優秀父内国産馬での1票に留まり、受賞には至らなかった。

### 6歳（1990年）

#### 春
1月21日、日経新春杯から始動。60キログラムを背負いながらも、前年に続いて再び1番人気となる。9頭立て6番手を追走し、向こう正面から2番手追走のトーワトリプルを目指した。早めにスパートして外から差を縮めたが、56キログラムのトーワトリプルには敵わなかった。4分の3馬身及ばず、前年に続いて2着となる。続いて2月25日、マイラーズカップ（GII）は、60キログラム、1番人気で臨む。1975年キタノカチドキ以来、15年ぶりとなる皐月賞優勝馬のマイラーズカップ参戦であり、重馬場だった。7枠10番が与えられたヤエノムテキだったが、スタート直後に躓き、大きく後れを取った。それでも道中で追い上げ、直線でスパートして先頭集団に取り付いた。しかし内から伸びるメジロワース、外から追い上げるスカイジャイアントに差し切られ、1位入線のメジロワースに、4分の3馬身とクビ差及ばず3着となる。
それから4月3日、産経大阪杯に臨む。天皇賞（春）を目指すスーパークリーク、中距離を得意とするオサイチジョージ、サクラホクトオーとの対決であり、ヤエノムテキはそれらに続く4番人気だった。後方を追走したヤエノムテキは、第3コーナーから外から追い上げた。先行するスーパークリーク、オサイチジョージに迫り、やがて直線にて3頭で並び立った。しかし終い、スーパークリークにもう一伸びを許して、及ばなかった。スーパークリークに4分の3と4分の3馬身、オサイチジョージに4分の3馬身敵わず3着となる。

5月13日、安田記念（GI）に参戦。荻野光男の決断により、これまで騎乗し続けた西浦から、岡部幸雄に乗り替わった。この2週間前に、栗東から美浦所属の岡部に騎乗依頼をしているが、有力馬の騎乗依頼が押し寄せる人気の岡部は、判断するには時間を要した。ただ依頼から1週間後、安田記念の1週間前に、ヤエノムテキの騎乗依頼に応えて、コンビ結成が決定する。以後、岡部は引退まで騎乗し続けることとなる。
オグリキャップの半年ぶりの復帰戦として大きな注目を集める中、オグリキャップ、オサイチジョージ、バンブーメモリーに次ぐ4番人気で出走する。「枠入り不良」の後にスタートし、単枠指定、1番人気、先行するオグリキャップの背後を取る4番手で、マークし続けた。直線でも抜け出したオグリキャップを追いかけ、その差を1馬身にまで縮めた。しかし終いになってのもう一伸びには、敵わなかった。オグリキャップがニッポーテイオー、ラブシックブルースを上回るレースレコード、コースレコードで制する中、2馬身後れを取った。ただオサイチジョージとの2着争いはクビ差制し、2着を確保する。
続いて6月10日の宝塚記念は、オグリキャップ、オサイチジョージに加えてイナリワンとの戦いだった。それらに次ぐ4番人気で出走。良馬場だったが、開催晩期で芝が荒れていた。それに気をとられて、思うような追走とはならなかった。再びオグリキャップをマークして直線で脚を伸ばしたが、オグリキャップとともに伸びなかった。
安田記念にてオグリキャップをマークしながら3着に敗れたオサイチジョージが、開き直って2番手先行から押し切り優勝。3馬身半後れを取りオグリキャップが2着。ヤエノムテキは、オグリキャップに再び敵わず、半馬身後れる3着だった。この後は函館競馬場で夏休み、秋は前年と同様に天皇賞（秋）を目指すことになる。前年、緩めすぎたことを省みて、函館ではそれを許さなかった。また毎日王冠参戦は、前哨戦で疲労が出て、本番に影響するのを懸念して見送った。この年は、前もって計画してぶっつけでの天皇賞（秋）参戦となる。
獲得タイトルが皐月賞しかないヤエノムテキは、オグリキャップやスーパークリーク、イナリワンが「三強」と崇め奉られる世の中にあって、地味な印象が強かった。そのため荻野は、種牡馬としての将来のため、或いは名声を高めるために、皐月賞に続くGI2勝目を渇望する。その舞台として、皐月賞と同じ条件で行われる天皇賞（秋）は絶好の舞台であると捉えていた。そこで荻野はヤエノムテキに、渾身の調教を施す。ヤエノムテキは、調教で走る際には手を抜いて走る癖の持ち主だったが、今回ばかりは妥協しなかった。「生涯最高の出来」（横尾一彦）まで仕上げられて天皇賞（秋）直前、荻野、調教助手で荻野の長男荻野功、厩務員の3人が馬運車に乗り、東上する。運転手のほかに、3人の同乗は、異例のことだった。阿部珠樹によれば陣営には「それだけ気合が入っていた」という。

#### 天皇賞（秋）
10月28日、天皇賞（秋）に臨む。安田記念や宝塚記念で先着を許したオグリキャップ、オサイチジョージとの再戦だった。「三強」のイナリワンとスーパークリークは、共に引退の後押しとなる怪我を負って断念しており、残った1頭オグリキャップに注目が集中する。宝塚記念で敗れたものの信頼は揺るがず、単枠指定、2.0倍の1番人気、単勝支持率は38.3パーセントに達していた。そのオグリキャップを下したオサイチジョージが5.3倍の2番人気であり、そして8.0倍の3番人気がヤエノムテキだった。以下、同じ8倍台のバンブーメモリー、10倍台にメジロアルダンなどと続く18頭立てだった。
4枠7番から好発したヤエノムテキは、好位の直後、最も内側を確保する。オグリキャップやオサイチジョージは外枠から先行して好位を得ており、ヤエノムテキはその2頭を見据える位置にいた。ロングニュートリノにラッキーゲランが絡み、1000メートル通過は58.2秒というハイペースだった。後方待機勢は外から追い上げて、先頭との距離を縮めていき、オグリキャップやオサイチジョージも外から進出を開始する。しかしヤエノムテキは最も内側で待機し続けた。
迎えた直線、外から追い上げてきた馬らが終いの末脚に備えて脚を溜め、駆け引きをしている頃、ヤエノムテキは、進路が塞がるのを懸念して早めに打開し、末脚を発揮する。内から外に横一線となっていた中を最も内側から抜け出し、伸びあぐねるオグリキャップなどを突き放した。ただ、早めにスパートしたことで終いが少し鈍くなる。同じく内にこだわり、ヤエノムテキの背後から追い込んだメジロアルダン、バンブーメモリーが末脚を発揮しており、接近を許した。特にメジロアルダンの末脚は鋭くゴール手前で並ばれる。それでもヤエノムテキは粘って、先頭を守り切った。メジロアルダンにアタマ差先んじて決勝線通過を果たす。
1年半ぶりの勝利、GI2勝目となる。走破タイム1分58秒2は、1986年にサクラユタカオーが記録したレースレコード、コースレコードを上回った。また岡部は、1978年春グリーングラス、1985年春シンボリルドルフ、1986年春クシロキングに続いて4回目の天皇賞制覇となり、天皇賞（秋）初優勝だった。岡部は「オグリ（キャップ）、（メジロ）アルダン、マキバサイクロンなどこれまで自分の乗ったことのある馬のなかから選んだ馬での勝利だけに気分がいい。春2回オグリキャップに負けているので、大一番で勝ててほんとうにうれしいですよ。」と述べている。

#### 引退
その後は11月25日のジャパンカップ（GI）、10頭の外国調教馬相手に8番人気で出走。オーストラリアのベタールースンアップ、フランスのオード、イギリスのカコイーシーズの横一線の叩き合いに加わることはできず、それらに約3馬身以上後れを取る6着。それから12月23日には有馬記念（GI）に臨む。これが引退レースと予め決まっていた。ヤエノムテキは、その激しい気性から不慮の事故の心配があるため、引退式は行わなかった。ただその代わりに、荻野がファンに披露する最後の機会として用意したのが、有馬記念だった。しかし当日、本馬場入場直後に岡部を振り落として放馬する。その放馬は、ヤエノムテキ自身による、ヤエノムテキ自身のための引退式と呼ばれた。
捕獲された後、異状が見られず参戦決定、「枠入り不良」の後、好スタートして2番手を追走したが、及ばなかった。同じく引退レースとなったオグリキャップの復活優勝を許す7着となった。
この年のJRA賞では、最優秀父内国産馬にて、首位となる全180票中82票を集めた。ただメジロライアン（父:アンバーシャダイ）、メジロマックイーン（父:メジロティターン）に共に29票が入るなど割れて過半数に達せず、自動的選出はされなかった。しかし選考委員会の話し合いで認められて選出、最優秀父内国産馬を受賞する。

## 種牡馬時代
競走馬引退後は、新冠町農協畜産センターで種牡馬として供用される。1株1000万円の全50株という総額5億円の種牡馬シンジケートが結成された。初年度から5年間は、年間約50頭の繁殖牝馬の相手をしたが、6年目の1996年から半減して20頭。結成から6年でシンジケートは解散となった。その後、馬主を中心に少人数のシンジケートを再結成。1997年からは浦河町の日高スタリオンステーションに繋養されたが、結成から4年で解散した。9年目の1999年には一桁台に達し、再浮上することはなかった。2003年を最後に種付けされなかったが、ヤエノムテキのファンによって種牡馬登録は存続し、2010年になって種牡馬を引退している。産駒では、ムテキボーイ（母父:バンブーアトラス）が1997年東京湾カップ、1998年テレビ埼玉杯を優勝している。
種牡馬引退後も日高スタリオンステーションに留まり、功労馬として余生を過ごした。2014年3月28日午前2時45分、腸閉塞により29歳で死亡する。

## 競走成績
以下の内容は、netkeiba.comおよびJBISサーチ、『中央競馬全重賞競走成績 GI編』（1996年）の情報に基づく。
| 競走日     | 競馬場 | 競走名       | 格   | 距離 （馬場） | 頭 数 | 枠 番 | 馬 番 | オッズ （人気） | オッズ （人気） | 着順 | タイム （上り3F） | 着差 | 騎手      | 斤量 [kg] | 1着馬（2着馬）       | 馬体重 [kg] |
| ---------- | ------ | ------------ | ---- | ------------- | ----- | ----- | ----- | --------------- | --------------- | ---- | ----------------- | ---- | --------- | --------- | -------------------- | ----------- |
| 1988.02.27 | 阪神   | 4歳新馬      |      | ダ1700m（稍） | 8     | 4     | 4     | 02.8            | （2人）         | 01着 | 1:49.6（51.8）    | -1.1 | 0西浦勝一 | 55        | （メジロマーシャス） | 500         |
| 0000.03.19 | 中京   | 沈丁花賞     | 4下  | ダ1700m（稍） | 8     | 3     | 3     | 01.3            | （1人）         | 01着 | 1:48.1（39.4）    | -2.0 | 0西浦勝一 | 55        | （アグネスターフ）   | 506         |
| 0000.03.27 | 阪神   | 毎日杯       | GIII | 芝2000m（重） | 10    | 7     | 7     | 06.1            | （4人）         | 04着 | 2:05.5（51.5）    | -0.7 | 0西浦勝一 | 55        | オグリキャップ       | 502         |
| 0000.04.17 | 東京   | 皐月賞       | GI   | 芝2000m（良） | 18    | 1     | 1     | 25.2            | （9人）         | 01着 | 2:01.3（48.1）    | -0.1 | 0西浦勝一 | 57        | （ディクターランド） | 496         |
| 0000.05.29 | 東京   | 東京優駿     | GI   | 芝2400m（良） | 24    | 4     | 11    | 06.4            | （2人）         | 04着 | 2:26.9（48.2）    | -0.6 | 0西浦勝一 | 57        | サクラチヨノオー     | 494         |
| 0000.07.03 | 中京   | 中スポ賞4歳S | GIII | 芝1800m（良） | 11    | 8     | 11    | 01.8            | （1人）         | 02着 | 1:49.0（34.5）    | -0.1 | 0西浦勝一 | 58        | サッカーボーイ       | 486         |
| 0000.09.11 | 函館   | UHB杯        | OP   | 芝1800m（稍） | 12    | 1     | 1     | 01.4            | （1人）         | 01着 | 1:49.4（36.5）    | -0.3 | 0西浦勝一 | 57        | （パッシングパワー） | 498         |
| 0000.10.16 | 京都   | 京都新聞杯   | GII  | 芝2200m（良） | 16    | 1     | 1     | 01.4            | （1人）         | 01着 | 2:14.5（48.3）    | -0.2 | 0西浦勝一 | 57        | （コウエイスパート） | 496         |
| 0000.11.06 | 京都   | 菊花賞       | GI   | 芝3000m（良） | 18    | 1     | 1     | 02.1            | （1人）         | 10着 | 3:08.8（49.1）    | -1.5 | 0西浦勝一 | 57        | スーパークリーク     | 504         |
| 0000.12.04 | 阪神   | 鳴尾記念     | GII  | 芝2500m（良） | 12    | 5     | 5     | 02.1            | （1人）         | 01着 | 2:33.1（47.2）    | -0.0 | 0西浦勝一 | 58        | （ハツシバエース）   | 500         |
| 1989.01.22 | 京都   | 日経新春杯   | GII  | 芝2200m（良） | 9     | 5     | 5     | 01.5            | （1人）         | 02着 | 2:14.5（47.7）    | -0.1 | 0西浦勝一 | 58        | ランドヒリュウ       | 498         |
| 0000.04.02 | 阪神   | 産経大阪杯   | GII  | 芝2000m（良） | 13    | 7     | 10    | 01.8            | （1人）         | 01着 | 2:01.4（48.4）    | -0.6 | 0西浦勝一 | 58        | （ランドヒリュウ）   | 498         |
| 0000.06.11 | 阪神   | 宝塚記念     | GI   | 芝2200m（良） | 16    | 5     | 8     | 02.5            | （1人）         | 07着 | 2:15.6（49.9）    | -1.6 | 0西浦勝一 | 56        | イナリワン           | 498         |
| 0000.10.29 | 東京   | 天皇賞（秋） | GI   | 芝2000m（良） | 14    | 7     | 11    | 22.8            | （6人）         | 04着 | 1:59.5（46.5）    | -0.4 | 0西浦勝一 | 58        | スーパークリーク     | 496         |
| 0000.12.24 | 中山   | 有馬記念     | GI   | 芝2500m（良） | 16    | 8     | 14    | 34.0            | （8人）         | 06着 | 2:33.0（36.4）    | -1.3 | 0西浦勝一 | 57        | イナリワン           | 496         |
| 1990.01.21 | 京都   | 日経新春杯   | GII  | 芝2200m（良） | 9     | 3     | 3     | 02.9            | （1人）         | 02着 | 2:15.1（47.7）    | -0.1 | 0西浦勝一 | 60        | トーワトリプル       | 508         |
| 0000.02.25 | 阪神   | マイラーズC  | GII  | 芝1600m（重） | 12    | 7     | 10    | 02.6            | （1人）         | 03着 | 1:36.8（48.8）    | -0.2 | 0西浦勝一 | 60        | メジロワース         | 506         |
| 0000.04.01 | 阪神   | 産経大阪杯   | GII  | 芝2000m（稍） | 9     | 7     | 7     | 04.2            | （4人）         | 03着 | 2:03.1（49.5）    | -0.2 | 0西浦勝一 | 59        | スーパークリーク     | 504         |
| 0000.05.13 | 東京   | 安田記念     | GI   | 芝1600m（良） | 16    | 7     | 12    | 10.4            | （4人）         | 02着 | 1:32.7（35.0）    | -0.3 | 0岡部幸雄 | 57        | オグリキャップ       | 498         |
| 0000.06.10 | 阪神   | 宝塚記念     | GI   | 芝2200m（良） | 10    | 1     | 1     | 11.7            | （4人）         | 03着 | 2:14.7（49.6）    | -0.7 | 0岡部幸雄 | 57        | オサイチジョージ     | 498         |
| 0000.10.28 | 東京   | 天皇賞（秋） | GI   | 芝2000m（良） | 18    | 4     | 7     | 08.0            | （3人）         | 01着 | R1:58.2（35.7）   | -0.0 | 0岡部幸雄 | 58        | （メジロアルダン）   | 496         |
| 0000.11.25 | 東京   | ジャパンC    | GI   | 芝2400m（良） | 15    | 3     | 4     | 13.8            | （8人）         | 06着 | 2:23.8（35.4）    | -0.6 | 0岡部幸雄 | 57        | ベタールースンアップ | 496         |
| 0000.12.23 | 中山   | 有馬記念     | GI   | 芝2500m（良） | 16    | 1     | 2     | 12.0            | （6人）         | 07着 | 2:34.7（35.6）    | -0.5 | 0岡部幸雄 | 56        | オグリキャップ       | 496         |

- タイム欄のRはレコード勝ちを示す。
- 枠番・馬番の太字強調は単枠指定を示す。

## 種牡馬成績

### 年度別成績
以下の内容は、JBISサーチの情報に基づく。
| 種付年度 | 生産年度 | 種付頭数 | 生産頭数 | 血統登録頭数 | 出走頭数 | 勝馬頭数 | 重賞勝馬頭数 | AEI  | CPI  |
| -------- | -------- | -------- | -------- | ------------ | -------- | -------- | ------------ | ---- | ---- |
| 1991     | 1992     | 52       | 37       | 35           | 27       | 13       | 0            | 1.21 |      |
| 1992     | 1993     | 53       | 39       | 38           | 28       | 20       | 0            | 1.13 |      |
| 1993     | 1994     | 51       | 40       | 40           | 29       | 16       | 1            | 0.43 |      |
| 1994     | 1995     | 55       | 41       | 40           | 34       | 28       | 0            | 0.62 |      |
| 1995     | 1996     | 48       | 33       | 32           | 26       | 18       | 0            | 0.43 |      |
| 1996     | 1997     | 20       | 8        | 8            | 7        | 7        | －           | 0.48 |      |
| 1997     | 1998     | 11       | 8        | 8            | 7        | 4        | －           | 0.15 |      |
| 1998     | 1999     | 20       | 11       | 12           | 12       | 7        | 0            | 0.25 |      |
| 1999     | 2000     | 7        | 6        | 6            | 5        | 1        | －           | 0.07 |      |
| 2000     | 2001     | 2        | 1        | 1            | 1        | 1        | －           | 0.07 |      |
| 2001     | 2002     | 1        | 0        | 0            | 0        | －       | －           | －   |      |
| 2002     | 2003     | 3        | 1        | 1            | 1        | 1        | －           | 0.20 |      |
| 2003     | 2004     | 1        | 0        | 0            | 0        | －       | －           | －   |      |
| 合計     | 合計     | 合計     | 合計     | 221          | 177      | 116      | 1            | 0.66 | 0.91 |

### 重賞優勝産駒
地方競馬独自の重賞にはアスタリスク（*）を充てる。
- ムテキボーイ（牡、母父:バンブーアトラス、1997年*東京湾カップ、1998年*テレビ埼玉杯）[135]

#### ブルードメアサイアーとしての重賞優勝産駒
- ロードグリン（牡、父:トーホウエンペラー、2012年*新春盃）[141]

## エピソード

### 叶わなかった悲願
宮村牧場の黎明期を支えたのが、藤木幸太郎だった。横浜の海運業者である藤木は、宮村が独立した際に連れ出した牝馬フジサカエの所有馬主だった。藤木は、牧場の主要な顧客であるほか、牧場が金銭不足に陥った時に、補ってくれるなど全面的に支援していた。またフジコウも藤木の所有馬だった。藤木は、引退後のフジコウを宮村に譲渡している。繁殖牝馬となったフジコウは、活躍馬を多数輩出し、牧場の経営を支えた「カマド馬」となっていた。宮村はその恩から、フジコウの血を守り続けたが、時代とともにフジコウの血は時代遅れとなっており、ある人にフジコウに固執していることを侮蔑されたこともあった。しかしフジコウにこだわった結果、孫にヤエノムテキが出現した。宮村は皐月賞優勝を「一番見て欲しかった」人として藤木の名を挙げている。
馬主歴30年超の有限会社富士の社長大池正夫は、大正2年生まれの72歳で迎えた1988年皐月賞が重賞初優勝だった。しかしヤエノムテキが、イナリワン、スーパークリークに太刀打ちできなかった頃の1989年の大晦日に死去。1990年天皇賞（秋）の復活優勝は見届けることができなかった。天皇賞（秋）の表彰式には、俊江夫人が参加しており、「これが一年早ければと…」と夫人は涙を浮かべて記者の質問に答えた。

### 叶った悲願
宮村牧場の「カマド馬」フジコウは、1980年にヤエノムテキの母であるツルミスターを産んだ後、1981年から84年までの3年間で3頭を出産。しかし1985年からは産駒を残すことができなかった。宮村牧場は、繁殖牝馬を6頭しか繋養していない小規模牧場であり、用途のない馬を飼う金銭的余裕はなく、用途変更の後、然るべきところに送ることが最善とされた。しかし宮村は、フジコウに恩を感じており、家族に対し「75歳の年寄りの最後の我儘を聞いてくれ、ワシの目の黒いうちはどんなに苦しくともフジコウの処分まかりならん〔ママ〕」と説得。フジコウは生き永らえ、孫のヤエノムテキの皐月賞優勝に至っている。宮村は「そうしたわたしの気持ちがフジコウに通じたんだ、フジコウがわたしに感謝の気持ちを示したんだ」と感じ取ったという。「（フジコウを）最後の最後まで面倒みてやる〔ママ〕」とも話している。
抽選を潜り抜けて9番人気で臨んだ皐月賞、宮村は優勝するなど思っていなかった。同じ浦河町荻伏にある鮫川牧場の場主に東京競馬場へ出向くように誘われたが、時期だった種付け業務を優先、或いは「みじめな負け方をするのを見に行ってもしょうがない」と考えて、断っていた。代わりに、出向く予定のあった鮫川に一応、もしも優勝することがあったら、表彰式に参加しておくよう頼んでいたところ、優勝してしまう。宮村牧場の初重賞優勝となったが、表彰式、記念撮影は鮫川だった。
その後宮村は、皐月賞で表彰台を逃してから、盛んにヤエノムテキの応援へ出向くようになる。地元北海道、函館のUHB賞でも優勝を見届けることができた。しかしその後のヤエノムテキは、勝利から見放されるようになった。観戦するたびに敗れ、表彰台が遠い宮村はとうとうヘソを曲げてしまう。1990年天皇賞（秋）は「負けると年寄りには寒さが身にしみる」という幼稚な理由で、出向かない予定だった。しかし前日土曜日の午後、皐月賞で代理で表彰台に立った鮫川が、再び代役になることを嫌がって宮村に観戦を促し、宮村はそれに応じて東京競馬場に出向いている。翌日の日曜日、天皇賞（秋）の優勝を見届けて、宮村は表彰台の上を実現した。

### その他のエピソード
- 4歳の頃、シヨノロマン（父:リードワンダー）という牝馬が気になってしょうがなかった。調教する直前には、シヨノロマンが現れないか待って、なかなか走り出さなかった[148]。また近くにシヨノロマンが来れば、立ち止まっていた[148]。騎乗する荻野功によれば、ヤエノムテキはシヨノロマンに惚れていたという[148][注釈 14]。
- 1993年春、新冠町農協畜産センターで種牡馬をしている頃、ある見学者の若者から、たてがみや尻尾の毛を強引にむしりとられた[130]。ヤエノムテキは暴れ狂うも、怪我はなかった。このため、しばらく見学を断っていた[130]。

## 評価

### ファン投票
|   | 88年有馬記念   | 88年有馬記念 |   | 89年宝塚記念     | 89年宝塚記念 |   | 89年有馬記念     | 89年有馬記念 |   | 90年宝塚記念     | 90年宝塚記念 |   | 90年有馬記念     | 90年有馬記念 |
| - | -------------- | ------------ | - | ---------------- | ------------ | - | ---------------- | ------------ | - | ---------------- | ------------ | - | ---------------- | ------------ |
| 1 | タマモクロス   | 183473       | 1 | ヤエノムテキ     | 119765       | 1 | オグリキャップ   | 197682       | 1 | オグリキャップ   | 152016       | 1 | オグリキャップ   | 146738       |
| 2 | オグリキャップ | 173851       | 2 | オグリキャップ   | 105434       | 2 | スーパークリーク | 173376       | 2 | スーパークリーク | 139963       | 2 | ヤエノムテキ     | 125717       |
| 3 | サッカーボーイ | 158341       | 3 | サクラチヨノオー | 096097       | 3 | イナリワン       | 170733       | 3 | イナリワン       | 136844       | 3 | スーパークリーク | 122736       |
| 4 | ヤエノムテキ   | 114371       | 4 | サッカーボーイ   | 091392       | 4 | サクラホクトオー | 124143       | 4 | ヤエノムテキ     | 102686       | 4 | メジロライアン   | 116982       |
| 5 | スズパレード   | 102961       | 5 |                  |              | 5 | ヤエノムテキ     | 116645       | 5 |                  |              | 5 | オサイチジョージ | 113711       |

### フリーハンデ
|          | 1988年 4歳（4歳） | 1988年 4歳（4歳） | 1988年 4歳（4歳） |    | 1989年 5歳（5歳上） | 1989年 5歳（5歳上） | 1989年 5歳（5歳上） |          | 1990年 6歳（5歳上） | 1990年 6歳（5歳上） | 1990年 6歳（5歳上） |
| 競走馬名 | 値                | 優勝競走          | 競走馬名          | 値 | 優勝競走            | 競走馬名            | 値                  | 優勝競走 |                     |                     |                     |
| -------- | ----------------- | ----------------- | ----------------- | -- | ------------------- | ------------------- | ------------------- | -------- | ------------------- | ------------------- | ------------------- |
| 1        | オグリキャップ    | 65                | 有馬記念          | 1  | イナリワン          | 65                  | 有馬記念他GI2勝     | 1        | オグリキャップ      | 63                  | 安田・有馬記念      |
| 2        | サクラチヨノオー  | 63                | 東京優駿          | 1  | オグリキャップ      | 65                  | マイルCS            | 1        | スーパークリーク    | 63                  | 天皇賞（春）        |
| 3        | サッカーボーイ    | 62                | マイルCS          | 3  | スーパークリーク    | 63                  | 天皇賞（秋）        | 3        | オサイチジョージ    | 61                  | 宝塚記念            |
| 4        | スーパークリーク  | 61                | 菊花賞            | 4  | メジロアルダン      | 60                  | 高松宮杯            | 3        | ヤエノムテキ        | 61                  | 天皇賞（秋）        |
| 4        | ヤエノムテキ      | 61                | 皐月賞            | 5  | ヤエノムテキ        | 59                  | 産経大阪杯          | 5        | イナリワン          | 60                  | 天皇賞（春）2着     |
| 4        | ヤエノムテキ      | 61                | 皐月賞            | 5  | ヤエノムテキ        | 59                  | 産経大阪杯          | 5        | バンブーメモリー    | 60                  | スプリンターズS     |

## 血統表
| ヤエノムテキの血統ニジンスキー系 / Menow 5×5×5, Nearco 5×5 | ヤエノムテキの血統ニジンスキー系 / Menow 5×5×5, Nearco 5×5 | ヤエノムテキの血統ニジンスキー系 / Menow 5×5×5, Nearco 5×5 | （血統表の出典）    | （血統表の出典） |
| 父 ヤマニンスキー 1975 栗毛                                | 父の父Nijinsky II 1967 鹿毛                                | Northern Dancer                                            | Nearctic            | Nearctic         |
| 父 ヤマニンスキー 1975 栗毛                                | 父の父Nijinsky II 1967 鹿毛                                | Northern Dancer                                            | Natalma             |                  |
| 父 ヤマニンスキー 1975 栗毛                                | 父の父Nijinsky II 1967 鹿毛                                | Flaming Page                                               | Bull Page           | Bull Page        |
| 父 ヤマニンスキー 1975 栗毛                                | 父の父Nijinsky II 1967 鹿毛                                | Flaming Page                                               | Flaring Top         |                  |
| 父 ヤマニンスキー 1975 栗毛                                | 父の母* アンメンショナブル Unmentionable 1970 鹿毛         | Buckpasser                                                 | Tom Fool            | Tom Fool         |
| 父 ヤマニンスキー 1975 栗毛                                | 父の母* アンメンショナブル Unmentionable 1970 鹿毛         | Buckpasser                                                 | Busanda             |                  |
| 父 ヤマニンスキー 1975 栗毛                                | 父の母* アンメンショナブル Unmentionable 1970 鹿毛         | Petticoat                                                  | Palestinian         | Palestinian      |
| 父 ヤマニンスキー 1975 栗毛                                | 父の母* アンメンショナブル Unmentionable 1970 鹿毛         | Petticoat                                                  | Sabana              |                  |
| 母 ツルミスター 1980 鹿毛                                  | 母の父* イエローゴッド Yellow God 1967 栗毛                | Red God                                                    | Nasrullah           | Nasrullah        |
| 母 ツルミスター 1980 鹿毛                                  | 母の父* イエローゴッド Yellow God 1967 栗毛                | Red God                                                    | Spring Run          |                  |
| 母 ツルミスター 1980 鹿毛                                  | 母の父* イエローゴッド Yellow God 1967 栗毛                | Sally Deans                                                | Fun Fair            | Fun Fair         |
| 母 ツルミスター 1980 鹿毛                                  | 母の父* イエローゴッド Yellow God 1967 栗毛                | Sally Deans                                                | Cora Deans          |                  |
| 母 ツルミスター 1980 鹿毛                                  | 母の母フジコウ 1964 黒鹿                                   | * ソロナウェー Solonaway                                   | Solferino           | Solferino        |
| 母 ツルミスター 1980 鹿毛                                  | 母の母フジコウ 1964 黒鹿                                   | * ソロナウェー Solonaway                                   | Anyway              |                  |
| 母 ツルミスター 1980 鹿毛                                  | 母の母フジコウ 1964 黒鹿                                   | ハマミドリ                                                 | トサミドリ          | トサミドリ       |
| 母 ツルミスター 1980 鹿毛                                  | 母の母フジコウ 1964 黒鹿                                   | ハマミドリ                                                 | フジサカエ F-No.1-o |                  |